# Tolshave
Tolshave er et fredet naturområde lige syd for Jerup i Frederikshavn Kommune i Vendsyssel. Et areal på  154 hektar blev fredet i 2004, af det er ca. 88 hektar  naturarealer som mose, hede, overdrev, eng og sø. Ca. 20 hektar er bevokset med skov, og resten er agerjord. Området er samtidig EU-habitatområde, og indgår i Natura 2000-område nr. 3: Jerup Hede, Råbjerg og Tolshave Mose. Mod nord grænser området til
skov og til Kalmar Rimmer, der blev fredet i  1951. Området har været præget af rimmer og dobber, der nogle steder  har været græssede eller dyrkede,  uden at man har lavet terrænændringer, mens de andre steder er jævnet ud. 
Arealet afvandes af en kanal, der løber fra  syd mod nord gennem fredningsområdet
og løber ud i Kragskov Å. 
Kanalen opstemmes for at  sikre, at
området ikke afvandes yderligere, og at der kan foretages regulering
af vandstanden.
I Tolshave lever en af de  største bestande af den truede sommerfugleart hedepletvinge, og fredningen er i overensstemmelse med en handlingsplan for arten. Området er også  rigt på andre dagsommerfugle, og der er registreret omkring 40 arter, hvilket er halvdelen af alle dagsommerfuglearter i Danmark. 
Af fugle kan der ses natugle, grønspætte, ravn og trane.

## Eksterne kilder og henvisninger
- Tolshave på Fredninger.dk fra Danmarks Naturfredningsforening
- Fredningskendelsen

|  | Denne artikel om lokaliteten Tolshave kan blive bedre, hvis der indsættes et (bedre) billede. Du kan hjælpe ved at afsøge Wikimedia Commons for et passende billede eller lægge et op på Wikimedia Commons med en af de tilladte licenser og indsætte det i artiklen. |

57°31′22.84″N 10°24′43.01″Ø / 57.5230111°N 10.4119472°Ø